# Czesław Śpiewa
Czesław Śpiewa (dansk: Czesław synger født Czesław Stefan Mozil, 12. april 1979 i Zabrze) er en polsk sanger, komponist og musiker, der er uddannet ved Det Kongelige Danske Musikkonservatorium.
Han har udgivet fire studiealbum og har siden 2011, samtlige fire sæsoner, været dommer i den polske udgave af X-Factor.

## Historie
Czesław Mozil blev født i 1979 i den sydlige by Zabrze i Śląskie voivodskab. Som 5-årig flyttede han med familien til Danmark, hvor de bosatte sig i København. Her gik han i folkeskole og gymnasium, inden han afsluttede sit uddannelsesforløb på Det Kongelige Danske Musikkonservatorium.
I 2000 etablerede han bandet Tesco Value sammen med to svenske og to danske musikere. Tesco Value udgav i April 2002 albumment Tesco Value. Den 25. juni 2002 spillede de på Roskilde Festivals campingscene. Albummet Tesco Value, blev i 2005 efterfulgt af albummet Songs For The Gatekeeper, hvor banded blandt andet samarbejder med den danske folk-pop sanger Marie Key på nummeret Botany Play.
Som 28-årig, i 2007, vendte Czesław Mozil hjem til Polen for at hellige sig en solokarriere. Det udmøntede sig i debutalbummet Debiut som gik ind som nummer 1 på den polske albumhitliste OLiS i 2010, og gav ham dobbelt platin. Opfølgeren Pop udkom i 2010, og nåede en 2. plads på hitlisten. Det tredje album Czesław Śpiewa Miłosza udkom året efter. I oktober 2013 udkom han med et live-album med titlen Grać nie srać. Księga Emigrantów. Tom I udkom den 6. oktober 2014 som musikerens fjerde studiealbum. 
I 2011 startede talentkonkurrencen X-Factor på den polske tv-kanal TVN. Her var Mozil én af de tre dommere. Han blev mentor for den senere vinder Gienek Loska. I alt har han været dommer i fire sæsoner, og var det også da 2014 sæsonen blev afviklet. 

## Diskografi

### Studiealbum
| 2008 | Debiut                   | 1  | - Dobbelt platin |
| 2010 | Pop                      | 2  | - Guld           |
| 2011 | Czesław Śpiewa Miłosza   | 9  |                  |
| 2014 | Księga Emigrantów. Tom I | 17 |                  |
| "—" marker en udgivelse der ikke opnåede en hitlisteplacering eller ikke er udgivet i det pågældende territorium. |                          |    |                  |